# Isabelle Vengerova

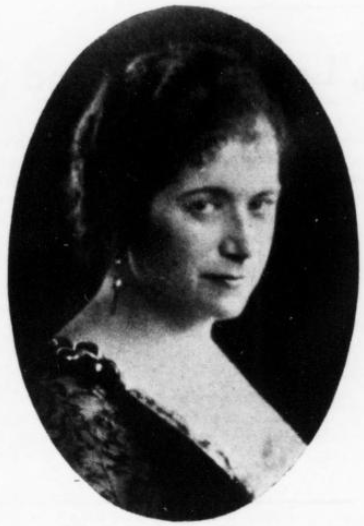
Isabelle Vengerova, 1927

Isabelle Venguérova (17 de febrero de 1877 – 7 de febrero de 1956) fue una pianista y profesora de música bielorrusa, naturalizada estadounidense.
Su nombre completo es Izabella Afanásyevna Venguérova, y nació en Minsk. Su hermano mayor Semión Venguérov era un venerable historiador literario. Estudia piano en el  Conservatorio de Viena con Josef Dachs y en privado con Theodor Leschetizky. Después en San Petersburgo estudia con Anna Yésipova. De 1906 a 1920 enseña en el Conservatorio Imperial en San Petersburgo y hace giras por la URSS y Europa Occidental de 1920 a 1923, cuándo decide trasladarse a los EE. UU. Mientras está en San Petersburgo en 1910, graba tres piezas en rollos Welte-Mignon para pianola.
En 1924, llega como profesora al Instituto Curtis de Filadelfia y en 1933 se une a la facultad de música del Mannes College, enseñando en ambas instituciones hasta su muerte en Nueva York en 1956. Hizo su debut con la Orquesta Sinfónica de Detroit en 1925. Venguérova era conocida por su atención laboriosa a los detalles y por su perspicacia psicológica que sacaba lo mejor de cada alumno. Negaba seguir un método particular,  pero sus estudiantes más dotados conseguían un fraseo expresivo y un tono brillante, manteniendo los dedos en las teclas para conseguir un legato evanescente y tocando profundamente en las teclas utilizando el peso del antebrazo y manteniendo una muñeca flexible para conseguir una tonalidad cantábile, plena pero sin aristas, controlando el tono por las posiciones más altas o más bajas de la muñeca.
Entre sus alumnos figuraron Ralph Berkowitz, Samuel Barber, Leonard Bernstein, Lukas Foss, Anthony di Bonaventura, Gary Graffman, Abbey Simon, Gilbert Kalish, Leon Whitesell, Jacob Lateiner, Julien Musafia, Leonard Pennario, Menahem Pressler, Lilian Kallir, Dimitri Tiomkin y Stanley Babin.
Fue la tía materna y primera profesora de Nicolas Slonimsky.